# زیلبرشتدت
زیلبرشتدت (به آلمانی: Silberstedt) یک شهر در آلمان است که در اشلسویگ-فلنسبورگ واقع شده‌است. زیلبرشتدت ۲٬۲۵۰ نفر جمعیت دارد.